# De vermoeiden
De vermoeiden is een gag van twee stroken over Suske en Wiske, gemaakt door Willy Vandersteen. De gag verscheen in De Standaard en Het Nieuwsblad op 10 augustus 1956, omdat Vandersteen met vakantie ging en daarom even geen nieuw verhaal kon leveren. In de gag tekende Vandersteen zichzelf samen met alle hoofdpersonages, met de melding dat hij tot 1 september "met verlof" gaat. 
Tijdelijk werd hierna een verhaal van Bessy gepubliceerd. Op 8 september keerden Suske en Wiske weer terug in de krant met een nieuw echt verhaal, De snorrende snor.